# 吉井義次
吉井義次（よしい よしじ、1888年5月28日 - 1977年2月4日）は、日本の植物学者。

## 来歴
1888年（明治21年）5月28日、生まれる。東京帝国大学卒。1911年（明治44年）、井上禧之助らと共に帝国議会貴族院に「史蹟及天然記念物保存ニ関スル建議」を提出、採択された。
1919年（大正8年）、内務省史蹟名勝天然記念物考査員になる。
1922年（大正11年）、東京帝国大学の講師になり、1926年（大正15年）、欧米へ留学する。
1928年（昭和3年）、東北帝国大学教授になるも、1950年（昭和25年）退官。教授としての活動中、野外実験所の設置や、八甲田山高山植物実験所の設置を行った。他、機関紙「生態学研究」の発行にも携わる。
1953年（昭和28年）、三宅驥一らと協力し、日本生態学会を設立。1960年からは日本生態学会の会長となる。
1955年（昭和30年）、岐阜大学大学長になる。大学長選出には1953年（昭和28年）以降、3度もの選出選挙を行ったものの、3回とも頓挫し、仕切り直しの選挙で吉井が無事選ばれ就任できたという形である。
1977年（昭和52年）2月4日、死亡。

## 人物
スポーツを好み、教授時代には学生と共にスポーツを行った。八甲田山高山植物実験所の設置から、八甲田山によく訪れるようになると、八甲田山内の温泉によく入っていた。